# Vidolice
Vidolice (německy Widelitz) jsou malá vesnice, část obce Pětipsy v okrese Chomutov. Nachází se asi 2 km na západ od Pětipes. V roce 2009 zde bylo evidováno 8 adres. Vidolice leží v katastrálním území Pětipsy o výměře 5,09 km². Vesnicí protéká Vintířovský potok.

## Název
Antonín Profous odvozuje pojmenování vesnice ze spojení ves lidí Vidolových. V průběhu dějin je vesnice uváděna například ve tvarech a spojeních in Vidoliczich (1383), Vidovice (1518), w Widoliczych (1545), Wiedolicz (1618), Wiedelycze (1654) nebo Widelitz (1846).

## Historie
První písemná zmínka o vesnici pochází z roku 1383, kdy pravděpodobně patřila vladykům z nedalekých Zahořan. Další záznamy z roku 1455 uvádí vesnici v majetku Chotka z Vojnína a v roce 1505 patřila rodu Raberů z Brus. Raberové přišli po stavovském povstání o část majetku včetně Vidolic. Vesnici v roce 1623 koupil od královské komory Ferdinand z Naragolu a připojil ji k vintířovskému panství.
Berní rula z roku 1654 ve vesnici uvádí čtyři sedláky, čtyři chalupníky a dvě rodiny, které žily na obecním majetku. Jedna selská usedlost byla zpustlá, a proto byla připojena k panskému majetku. Zbývající sedláci dohromady obhospodařovávali 105 strychů půdy, měli šest potahů, pět krav a třicet prasat. Majetky chalupníků byly mnohem menší.
Jeden kilometr jižně od vesnice byl od první poloviny 19. století hnědouhelný důl Kazimír. Do jeho uzavření v roce 1873 se v něm vytěžilo asi třicet tisíc tun uhlí. Další důl Jan vybavený parním strojem se nacházel mezi Vidolicemi a Pětipsy. Jeho dolová míra byla propůjčena již v roce 1808 S. Sieglovi a od roku 1838 patřil knížeti Windischgrätzovi, majiteli vintířovského panství. Produkce dolu se do roku 1848 odhaduje na dvacet až padesát tisíc tun uhlí. Potom byl provoz kvůli požáru přerušen a posledním majitelem se stal L. Langhans, který nechal důl v 60. letech 19. století uzavřít.

## Obyvatelstvo
Při sčítání lidu v roce 1921 zde žilo 137 obyvatel (z toho 70 mužů). Kromě sedmi Čechů byli německé národnosti a všichni patřili k římskokatolické církvi. Podle sčítání lidu z roku 1930 zde žilo 151 obyvatel, kteří byli s výjimkou jedenácti Čechů německé národnosti a všichni se hlásili k římskokatolické církvi.
|                                                                       | 1869 | 1880 | 1890 | 1900 | 1910 | 1921 | 1930 | 1950 | 1961 | 1970 | 1980 | 1991 | 2001 | 2011 | 2021 |
| --------------------------------------------------------------------- | ---- | ---- | ---- | ---- | ---- | ---- | ---- | ---- | ---- | ---- | ---- | ---- | ---- | ---- | ---- |
| Obyvatelé                                                             | 133  | 168  | 144  | 157  | 157  | 137  | 151  | 62   | 56   | 30   | 25   | 12   | 23   | 10   | 13   |
| Domy                                                                  | 22   | 24   | 25   | 25   | 25   | 26   | 26   | 20   | —    | 10   | 7    | 3    | 5    | 6    | 6    |
| Počet domů z roku 1961 je zahrnut v celkovém počtu domů obce Pětipsy. |      |      |      |      |      |      |      |      |      |      |      |      |      |      |      |

Narodil se zde malíř, grafik a ilustrátor Josef Liesler (1912–2005).

## Galerie

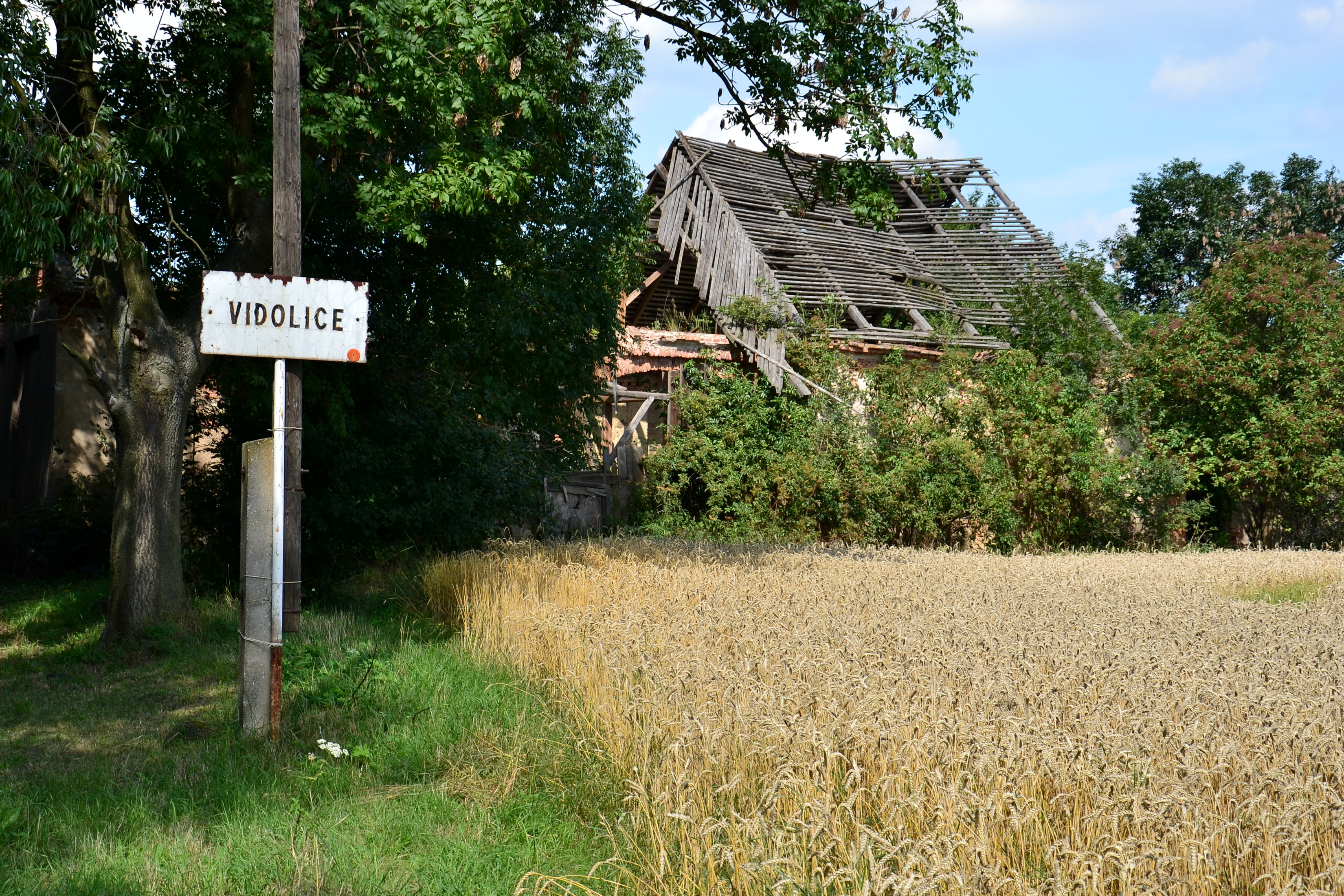
Hospodářská budova statku
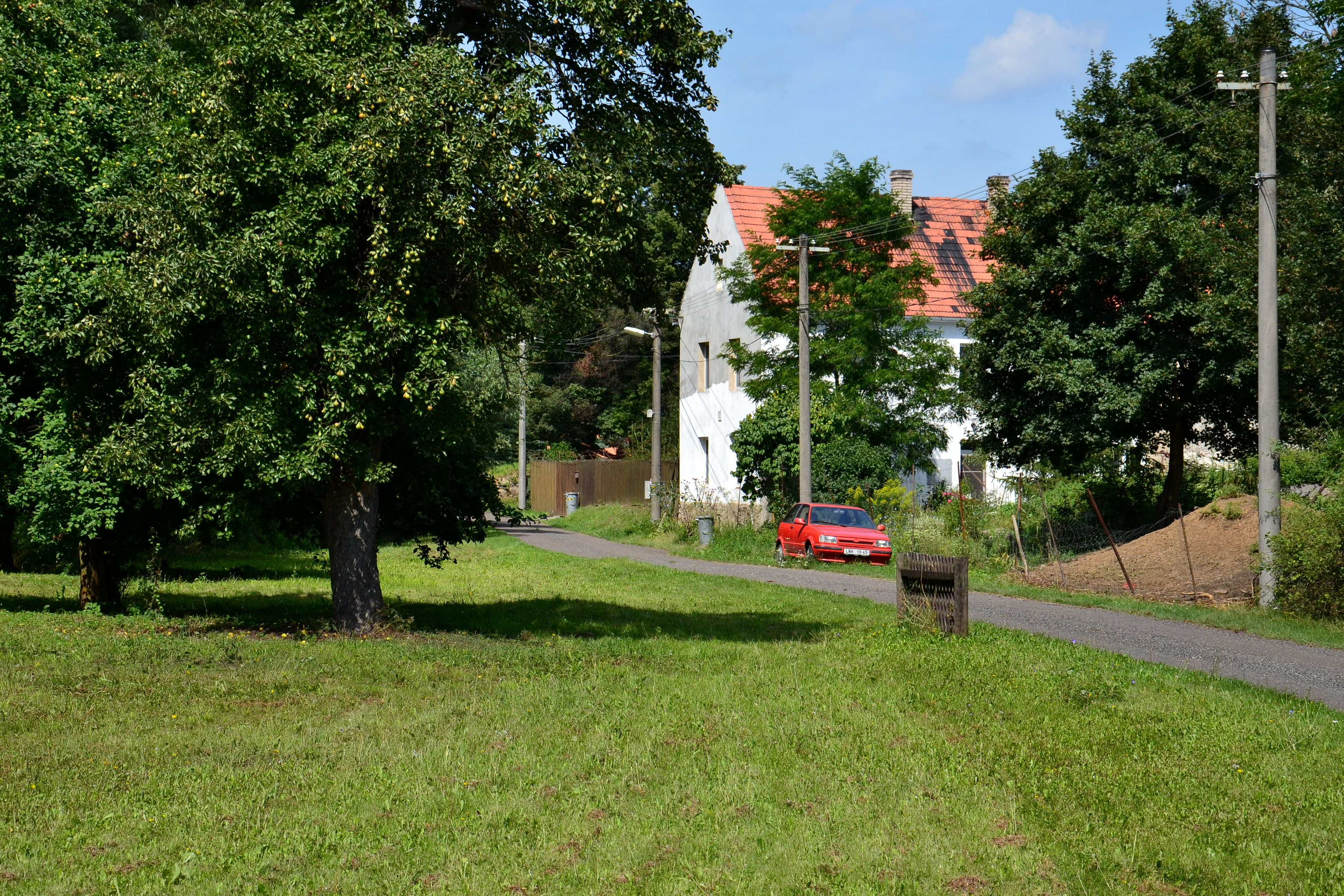
Náves
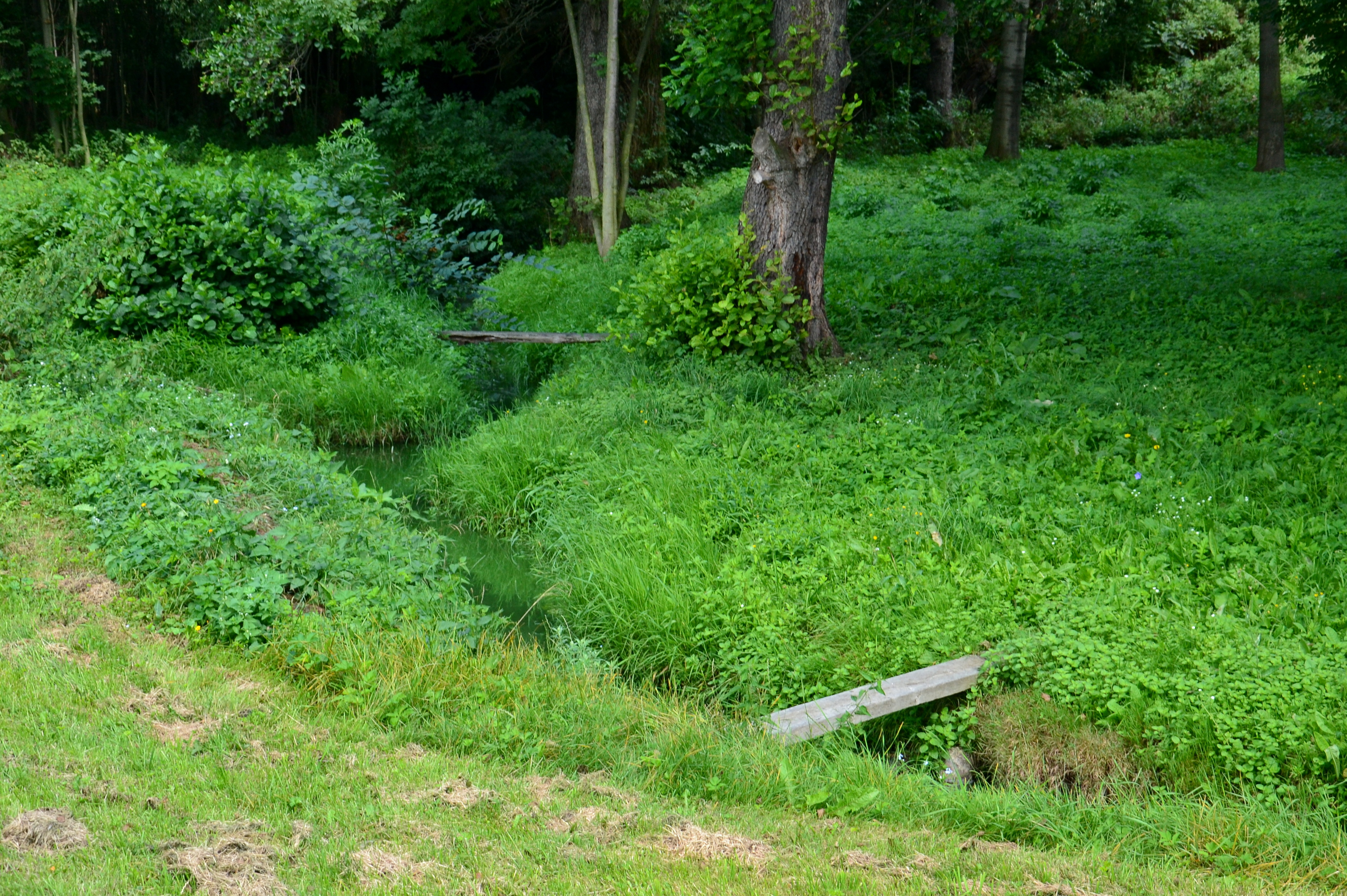
Vintířovský potok na kraji osady